# Parlementaire enquête naar het Financieel Stelsel
De parlementaire Enquêtecommissie Financieel Stelsel (informeel: commissie-De Wit) was een enquêtecommissie ingesteld in november 2010 die onderzoek deed naar de crisismaatregelen die de Nederlandse overheid tussen september 2008 en januari 2009 nam om de acute problemen in het Nederlandse financiële stelsel te bestrijden.

## Procedure
De aanvankelijke opdracht van het parlementaire onderzoek naar het financieel stelsel bestond uit twee delen. Het eerste deel van het onderzoek, het parlementair onderzoek financieel stelsel, werd op 10 mei 2010 afgesloten met de aanbieding van het rapport "Verloren krediet" door de Tijdelijke commissie onderzoek financieel stelsel. 
De Tweede Kamer besloot voor het tweede deel van het onderzoek een parlementaire enquête te houden. Hiervoor werd de Parlementaire Enquêtecommissie Financieel Stelsel, ook wel De Wit II genaamd, ingesteld.
De enquête ging over de crisismaatregelen die de Nederlandse overheid in de periode september 2008 tot en met januari 2009 nam om de acute problemen in het Nederlandse financiële stelsel te bestrijden. Het doel van de enquête was inzicht te krijgen in de totstandkoming van de crisismaatregelen en daaruit lessen te trekken voor de toekomst, zoals dat staat vermeld in de onderzoeksopdracht. Het eindrapport werd op 11 april 2012 gepresenteerd.
De financiële woordvoerders van het CDA en GroenLinks werden ondervraagd naar de mate waarin de democratische spelregels waren gehandhaafd. Ook de hoofdrolspelers uit die tijd, Jan Peter Balkenende, minister-president, Wouter Bos, minister van Financiën, en Nout Wellink, voormalig voorman van De Nederlandsche Bank, verschenen voor de commissie. De verhoren werden direct uitgezonden via NOS Politiek 24 en RTL Z. De commissie plaatste alle verhoren integraal op de website commissiedewit.nl.

## Leden van de enquêtecommissie (2011-2012)
1. Jan de Wit, SP, voorzitter
2. Helma Neppérus, VVD, vicevoorzitter
3. Maarten Haverkamp, CDA, lid
4. Rik Grashoff, GroenLinks, lid
5. Dion Graus, PVV, lid (vertrokken 8 november 2011)
6. Fatma Koşer Kaya, D66, lid
7. Roos Vermeij, PvdA, lid

Dion Graus gaf als reden voor zijn vertrek uit de commissie op, dat hij niet de vragen kon stellen die hij wilde. De commissie meldde hem geen strobreed in de weg gelegd te hebben.

## Onderzochte overheidsmaatregelen
De Wit II onderzocht het crisismanagement van de overheid tijdens de kredietcrisis, waarbij voor veel geld banken waren gesteund of aangekocht. Ook werd in samenhang de rol van de toezichthouder (DNB), de banken en de rol van de Tweede Kamer onderzocht.
1. Overname door de overheid van ABN AMRO en Fortis op 3 oktober 2008 (30 miljard euro), inclusief ASR Nederland.
2. Kapitaalsinjectie voor ING, SNS Reaal en Aegon (14 miljard).
3. Garantieregeling bancaire leningen (50 miljard aan garanties).
4. Verhoging depositogarantiestelsel voor tegoeden tot 100.000 euro.
5. Garanderen van tegoeden bij Icesave (1,3 miljard).
6. Steun voor Amerikaanse hypotheekportefeuille van ING (22 miljard).
7. Onderzoek naar de hoge prijs die de Nederlandse Staat had betaald voor de overname van ABN AMRO.

## Openbare verhoren (1e ronde)
Op 7 november 2011 begon de commissie met de openbare verhoren van de volgende personen:

### Week 1
1. Onno Ruding, oud-minister van Financiën en voormalig topman bij de Amerikaanse bank Citibank.
2. Frans de Nerée tot Babberich, toenmalig Tweede Kamerlid en financieel woordvoerder van het CDA.
3. Kees Vendrik, toenmalig Tweede Kamerlid en financieel woordvoerder van GroenLinks.
4. Jan Peter Schmittmann, toenmalig algemeen directeur van ABN AMRO Nederland.
5. Lex Kloosterman, toenmalig directielid Fortis.
6. Maarten Verwey, topambtenaar ministerie van Financiën.
7. Paul Tang, toenmalig Tweede Kamerlid PvdA.
8. Johan Barnard, topambtenaar ministerie van Financiën.
9. Ewout Irrgang, Tweede Kamerlid en financieel woordvoerder van de SP.
10. Frans Weekers, Voormalig Tweede Kamerlid van de VVD
11. Bert Bruggink, lid Raad van Bestuur Rabobank van 2004 tot ?.
12. Bernard ter Haar, topambtenaar ministerie van Financiën.
13. Boele Staal, sinds 2007 voorzitter Nederlandse Vereniging van Banken.

### Week 2
1. Dick Harryvan, topman ING.
2. Tonko Gast, Dynamic Credit.
3. Frank van 't Geloof, Icesaving - belangenvereniging van Icesavespaarders.
4. Bernard ter Haar, topambtenaar ministerie van Financiën.
5. Maarten van Eden, toenmalig topman ING.
6. Koos Timmermans, topman ING.
7. Jan van Rutte, topman Fortis (nu ook ABN AMRO).
8. Rudi Kleijwegt, toenmalig topman De Nederlandsche Bank.
9. Dick Sluimers, ABP/APG.
10. Jan-Michiel Hessels, oud-topman Fortis.
11. Sweder van Wijnbergen, econoom.

### Week 3
1. Guus Stoelinga, Leaseplan.
2. Kees van Dijkhuizen, vicevoorzitter en Chief Financial Officer NIBC Bank.
3. Aart Houben, divisiedirecteur DNB.
4. Kajsa Ollongren, ministerie van Algemene Zaken.
5. Erik Wilders, agentschap van het ministerie van Financiën.
6. Michael Enthoven, voorheen NIBC, ABN AMRO, Fortis Bank Nederland, RFS Holdings.
7. Ronald Latenstein van Voorst, CEO van SNS Reaal.
8. Arnold Schilder RA DNB.

### Week 4
1. Rudi Kleijwegt, toenmalig divisiedirecteur toezicht banken DNB.
2. Klaas Knot, toenmalig directeur toezicht beleid DNB.
3. Hans Hoogervorst, toenmalig bestuursvoorzitter AFM.
4. Ronald Gerritse, toenmalig secretaris-generaal ministerie van Financiën.
5. Arnold Schilder, toezicht banken DNB.
6. Henk Brouwer, toenmalig directeur toezicht banken DNB.
7. Jan Hommen, toenmalig voorzitter raad van commissarissen ING.
8. Bernard ter Haar, toenmalig directeur financiële markten en plv. thesaurier-generaal ministerie van Financiën.
9. Gerrit Zalm, bestuursvoorzitter ABN AMRO.
10. Nout Wellink, toenmalig president DNB.

### Week 5
1. Wouter Bos, toenmalig minister van Financiën (tweemaal verhoord).
2. André Rouvoet, toenmalig vicepremier.
3. Neelie Kroes, toenmalig eurocommissaris Mededinging Europese Commissie.
4. Jan Peter Balkenende, toenmalig minister-president.
5. Nout Wellink, toenmalig president DNB.
6. Klaas Knot, president DNB.
7. Jan Kees de Jager, minister van Financiën.

## Openbare verhoren (2e ronde)
Op 25 januari 2012 begon de commissie met de openbare verhoren van de volgende personen in het extra onderzoek naar de hoge overnameprijs van ABN AMRO:
1. Erik Wilders
2. Nout Wellink
3. Wouter Bos

## Verklaringen van de verhoorde personen
- Op maandag 7 november 2011 verklaarde Kees Vendrik dat het vorige kabinet, kabinet-Balkenende IV, grote steken had laten vallen bij het informeren van de Tweede Kamer over steunmaatregelen aan banken.[7]
- Diezelfde dag antwoordde Jan Peter Schmittmann op vragen van Dion Graus dat ABN AMRO wél genationaliseerd was en hij de bank niét verlaten had.[8]
- Op woensdag 9 november verklaarde Lex Kloosterman dat de nationalisatie door Nederland in oktober 2008 van Fortis Bank Nederland en ABN AMRO niet nodig was.[9]
- Op maandag 14 november verklaarde Dick Harryvan dat ING begin 2008 een fout had gemaakt toen het 5 miljard euro teruggaf aan de aandeelhouders.[10] Het grootste financiële concern van Nederland had er volgens hem geen rekening mee gehouden dat extra bufferkapitaal is vereist, wanneer beleggingen een lagere kredietrating krijgen.
- Op donderdag 17 november verklaarde Jan van Rutte, directeur van Fortis Bank Nederland, zich niet meer te herinneren of hij zaterdag 27 september 2008 dan wel zondag 28 september 2008 voor het eerst hoorde van de opsplitsing van het Fortis-concern in een Belgisch, een Luxemburgs en een Nederlands deel. Verder wist hij ook niet meer wanneer De Nederlandsche Bank met hem had gesproken over het benoemen van een stille curator bij Fortis Bank Nederland.[11]
- Op vrijdag 18 november verklaarde Dick Sluimers, voorzitter directieraad van de ABP, voor de enquêtecommissie dat hij op 26 september 2008 een telefoontje van Nout Wellink van DNB had gehad, waarin deze voorstelde om de ABP als mede-investeerder, samen met ING, de Nederlandse delen van de Fortis over te nemen.[12] Hiervoor moest het ABP 2 miljard euro inbrengen. Twee dagen later namen de Nederlandse, Belgische en Luxemburgse overheden Fortis over.
- Op vrijdag 18 november verklaarde Jan-Michiel Hessels, voormalig topman Fortis, dat Eurocommissaris Kroes actief aan de ondergang van Fortis had bijgedragen. Verder hadden hij en het bestuur van Fortis destijds soms het idee dat zij "aan de zijlijn stonden".[13]
- Sweder van Wijnbergen verklaarde dat Fortis weliswaar in waarde minder waard (10 miljard) was dan de 16,8 miljard die was betaald voor de Nederlandse delen, maar dat "dat de prijs is die je moet betalen als het echt wilt hebben".
- Op 23 november verklaarde Aart Houben dat DNB al in het najaar van 2008 en niet pas eind januari 2009 het probleem van de rommelhypotheken van ING, de zogeheten Alt-A-portefeuille, wilde aanpakken.[14]
- Op 29 november verklaarde Hans Hoogervorst dat de problemen in de muntunie misschien wel onbeheersbaar waren geworden[15] en dat aan de financiële crisis een orgie van 10 jaar kredietverlening was voorafgegaan. Iedereen zou volgens Hoogervorst aangemoedigd zijn om zich diep in de schulden te steken.[16]
- Op 30 november verklaarde Ronald Gerritse dat er in het geheim een wet was voorbereid om ING te nationaliseren.[17] Door het inzakken van de Amerikaanse huizenmarkt waren de risico's op de portefeuille van Amerikaanse rommelhypotheken groot.[18]
- Op 2 december verklaarde Gerrit Zalm dat de Nederlandse Staat in het najaar van 2008 de Nederlandse delen van ABN AMRO en Fortis kocht voor 16,8 miljard euro; minister Wouter Bos van Financiën had kunnen weten dat er later meer belastinggeld in de fusiebank moest worden gestoken.[19]
- Diezelfde dag verklaarde Nout Wellink dat De Nederlandsche Bank, maar ook de Nederlandse overheid, de systeemcrisis niet had gezien. Niemand wereldwijd, behalve wat onheilsprofeten, had het gezien.[20]
- Op 5 december verklaarde Wouter Bos dat het zijn verantwoordelijkheid was om ingrijpende besluiten te nemen in het belang van de financiële stabiliteit in Nederland.[21]
- Op 7 december verklaarde Neelie Kroes dat de Nederlandse overheid had kunnen weten dat de Europese Commissie eisen zou stellen aan de steunmaatregelen tijdens de kredietcrisis.[22]
- Diezelfde dag verklaarde Wouter Bos dat hij de informatie over Fortis in 2008 vooral van De Nederlandsche Bank en van zijn eigen ambtenaren kreeg.[23]
- Op 8 december verklaarde Balkenende dat de minister van Financiën hem altijd vooraf informeerde.[24]
- Op 9 december voorspelde Klaas Knot dat de miljarden steun aan banken en financiële instellingen zouden worden terugverdiend. Tevens zei hij bereid te zijn om de Kamer vertrouwelijk bij te praten over ontwikkelingen in de financiële sector in de Commissie Stiekem.[25]

## 2e ronde
- Op 25 januari 2012 verklaarde Erik Wilders, topambtenaar Financiën, dat hij de vorige ochtend ontdekt had dat er een kapitaaltekort was en de ABN te hoog ingeboekt was en dat het advies van de zakenbank Lazard daar debet aan was.[26]
- Op 26 januari verklaarde Wouter Bos dat er weinig tijd en weinig informatie was.[27]
- Op 27 januari verklaarde Nout Wellink dat de Nederlandse delegatie het goed had gedaan en Bernard ter Haar dat de waardering van de Fortis-aandelen door Lazard hout sneed, maar wel een momentopname was.[28]

## Eindrapport ‘Verloren krediet II – De balans opgemaakt’
Op 11 april 2012 werd dit tweede rapport openbaar gemaakt. Dit rapport was wel een echte parlementaire enquête.
In haar eindrapport concludeerde de enquêtecommissie dat de Nederlandse autoriteiten grote fouten hadden gemaakt bij de miljardeningrepen rond Fortis/ABN AMRO en ING. Beide financiële instellingen waren in het najaar van 2008 door eigen toedoen in ernstige problemen gekomen, waardoor de financiële stabiliteit in Nederland in gevaar was gekomen. Het ministerie van Financiën en De Nederlandsche Bank waren onvoldoende voorbereid geweest op een crisis van een dergelijke omvang en waren door de crisis overrompeld. De Staat was gedwongen geweest tot grootschalige reddingsacties. De Tweede Kamer was veelal te laat en onvolledig geïnformeerd, aldus het eindrapport.